# Jenkins, Jordan and Timmons
| Recensione | Giudizio |
| ---------- | -------- |
| AllMusic   | [ 1 ]    |

Jenkins, Jordan and Timmons è un album di John Jenkins, Clifford Jordan e Bobby Timmons, pubblicato dalla New Jazz Records nel settembre 1960. Il disco fu registrato il 26 luglio 1957 al Rudy Van Gelder Studio a Hackensack, New Jersey (Stati Uniti).

## Tracce
Lato A
1. Cliff's Edge – 6:29 (Clifford Jordan)
2. Tenderly – 7:03 (Walter Gross)
3. Princess – 6:15 (John Jenkins)

Lato B
1. Soft Talk – 10:32 (Julian Priester)
2. Blue Jay – 7:07 (John Jenkins)

## Musicisti
- John Jenkins - sassofono alto
- Clifford Jordan - sassofono tenore
- Bobby Timmons - pianoforte
- Wilbur Ware - contrabbasso
- Dannie Richmond - batteria